# Septsarges
Septsarges ist eine französische Gemeinde mit 47 Einwohnern (Stand: 1. Januar 2022) im Département Meuse in der Region Grand Est (vor 2016: Lothringen). Die Gemeinde gehört zum Arrondissement Verdun, zum Kanton Clermont-en-Argonne und zum Gemeindeverband Argonne-Meuse.

## Geographie
Septsarges liegt etwa 32 Kilometer nordwestlich von Verdun. Umgeben wird Septsarges von den Nachbargemeinden Brieulles-sur-Meuse im Norden, Dannevoux im Norden und Nordosten, Gercourt-et-Drillancourt im Osten, Cuisy im Südosten und Süden, Montfaucon-d’Argonne im Süden und Südwesten sowie Nantillois im Nordwesten.

## Bevölkerungsentwicklung
| Jahr                       | 1962 | 1968 | 1975 | 1982 | 1990 | 1999 | 2006 | 2011 | 2019 |
| Einwohner                  | 94   | 95   | 88   | 65   | 56   | 61   | 54   | 48   | 47   |
| Quellen: Cassini und INSEE |      |      |      |      |      |      |      |      |      |

## Sehenswürdigkeiten
- Kirche Saint-Baldéric